# 日兹德拉
日兹德拉是俄罗斯卡卢加州的一个镇，位于日兹德拉河畔，距离州首府卡卢加约180公里，人口5,719人（2002年）。